# سايبردودو
سايبردودو (بالإنجليزية: CyberDodo)‏ هو كرتون تعليمي شهير من إنتاج  فرنسا، وهو مكون من موسمان مفيدان هما:
1. سايبردودو و البيئة.
2. سايبردودو و حقوق الطفل.

## معلومات أكثر
موقع مجتمعي متعدد الوسائط، مخصص للدفاع عن الحياة و مدعوم من قبل الجهات الدولية المتخصصة. يجمع سايبردودو كل المهتمين بحماية كوكب الأرض و سكانه، لتأمين سعادتهم و سعادة الأجيال القادمة.

### وصلات داخلية
- الدودو

### وصلات خارجية
- الموقع الإلكتروني الرسمي